# Сент Пјер (Монтана)
Сент Пјер (енгл. St. Pierre) насељено је место без административног статуса у америчкој савезној држави Монтана.

## Демографија
По попису из 2010. године број становника је 350, што је 61 (21,1%) становника више него 2000. године.
| Група             | 2000.    | 2010.    |
| Белци             | 5 (1,7%) | 4 (1,1%) |
| Афроамериканци    | 1 (0,3%) | 0 (0,0%) |
| Азијати           | 0 (0,0%) | 0 (0,0%) |
| Хиспаноамериканци | 1 (0,3%) | 4 (1,1%) |
| Укупно            | 289      | 350      |